# Aceste bellidifera
Aceste bellidifera är en sjöborreart. Aceste bellidifera ingår i släktet Aceste och familjen Aeropsidae. Inga underarter finns listade i Catalogue of Life.